# Fritz Hartmann (Maler, 1878)
Fritz Hartmann (* 31. Dezember 1878; † 9. März 1961 in Wuppertal) war ein deutscher Maler und Radierer, der der Düsseldorfer Malerschule zugeordnet wird.
Fritz Hartmann wurde im heutigen Wuppertal geboren. Er absolvierte eine Lehre als Kupferdrucker in Berlin, 1903 erlernte er die Radiertechnik in England. 1923 ging er an die Kunstakademie Düsseldorf und war dort bis 1933 als  Lehrer tätig. Dann arbeitete er als Maler und Radierer im Kunstatelier „Getreidehaus“ in Düsseldorf. Seine Werke tauchen öfter im Handel auf; hauptsächlich sind es Radierungen mit Landschafts- und Stadtansichten, zuweilen auch Porträts.
Fritz Hartmann unterhielt Freundschaften zu seinen Künstlerkollegen Richard Bloos, Max Clarenbach und Carl Plückebaum.